# Font de la Puput
La Font de la Puput d'Argentona es troba al Parc de la Serralada Litoral, la qual fou recuperada pel Grup de Fonts d'Argentona el 1992.
És una font ben arranjada i amb una fornícula dins d'un mur de pedra, la qual cobreix el broc i la petita pica. Un banc de pedra a cada costat i una barana de fusta a la banda del torrent completen el conjunt. Al damunt hi creix una mata de romaní de bona mida i a sota un espès canyar ocupa aquesta part del torrent. Al camí que mena a la font des del carrer de la Soleia hi ha una petita barraca de vinya, excavada al sauló, i la típica figuera que sempre acompanya aquestes barraques.
És ubicada a Argentona, al costat del torrent de la Puput: situats al final del carrer de la Soleia d'Argentona, cal prendre el caminet que surt a l'esquerra. A la primera bifurcació, anem a l'esquerra i un cop passada la figuera i la cova, baixem directament a la font per unes escales. Coordenades: x=449445 y=4599337 z=180.